# Samuel Apolant
Samuel Apolant (geboren am 14. Februar 1823 in Deutsch Krone, Westpreußen; gestorben am 5. September 1898 in Berlin) war ein deutscher Rabbiner.

## Leben
Samuel Apolant war der Sohn des Gastwirtes Lewin Apolant und seiner Ehefrau Miriam Perl. Bis zu seinem 17. Lebensjahr betrieb Apolant zunächst private Talmudstudien. Anschließend ging er nach Berlin, um dort ebenfalls privat humanistischen Studien nachzugehen. Am 5. Oktober 1846 machte er sein Externen-Abitur am Köllnischen Gymnasium.
Noch im selben Monat immatrikulierte er sich am 28. Oktober an der Humboldt-Universität zu Berlin und studierte Philosophie, Pädagogik und Judaistik. Während seines Studiums arbeitete er freiwillig als Griechisch-Lehrer am jüdischen „Studienbeförderungs-Verein“.
Nach seinem dreijährigen Universitätsstudium begann Apolant im Oktober 1849 als Prediger und Religionslehrer in Potsdam. Am 23. Februar 1850 wurde er an der Universität Halle mit seiner Dissertation De Hebraeorum judiciis a Mose usque ad primum Hebraeorum exsilium promoviert.
Neun Monate später heiratete er am 18. November 1850 Rahel (Recha) Chronegk (1827–1900), die Tochter des Kaufmannes Samuel Leiser Chronegk aus Schloppe, seit 1823 Bürger in Brandenburg und ab 1839 offiziell Bürger in Berlin, und der Ernestine Lebenheim. Aus der Ehe ging der Sohn Hugo Apolant hervor, der später Arzt wurde.
Als die staatsbürgerliche Gleichstellung der Juden auch den Potsdamer Juden die volle Anerkennung als „Bürger“ brachte, wählte die dortige jüdische Gemeinde 1851 ihren Prediger Samuel Apolant zu ihrem ersten akademisch geschulten Rabbiner. Unter Apolants Einfluss entstanden der jüdische Frauenverein und die Chewra Kadischa. Er war ein Kämpfer für das liberale Judentum und setzte Reformen des Gottesdienstes sowie des jüdischen Unterrichts- und Erziehungswesens durch. Dies führte schließlich zur Spaltung der Gemeinde.
Apolant führte den gemeinsamen Religionsunterricht von Knaben und Mädchen ein. Unter seiner Führung wurden alle schulpflichtigen Kinder der jüdischen Gemeinde ab dem 8. Lebensjahr in der Synagoge in Hebräisch, Religion und den Elementarfächern unterrichtet. Er unterwarf den Unterricht, der zuvor dem freien Belieben der Eltern überlassen war, einer straffen Regelung, gestaltete ihn systematisch und führte Disziplin ein. Apolant galt zudem als ausgezeichneter Pädagoge. Er übergab 1857 „das Schulwesen in der Gemeinde in bestem Zustand“, wie sein Nachfolger Tobias Cohn bescheinigte.
Im Jahr 1858 kehrte Apolant als Prediger an der Meyerbeer-Synagoge nach Berlin zurück. Dort arbeitete er auch als Lehrer an der Mittel-Töchterschule der jüdischen Gemeinde in der Heidereutergasse 5 neben der Synagoge, für die er ab 1868 zeitweilig auch die Geschäftsführung übernahm. Außerdem unterrichtete er an der Sophienschule (1876–1879), am Friedrichsgymnasium und an den „Baruch Auerbach'schen Waisenerziehungsanstalten“ (1869–1893).
Neben seinen Reden, wie seiner Festrede zur Feier der silbernen Hochzeit des Prinzen und der Frau Prinzessin von Preussen (1854) oder seiner Worte an der Bahre des Stadtraths und Stadtästesten Moritz Meyer (1869) sowie mehreren Aufsätzen, veröffentlichte Apolant seinen Leitfaden für den systematischen Unterricht in der jüdischen Religion sowie sein Lehrbuch für den systematischen Unterricht in der jüdischen Religion (beide Verlag Emil Apolant, Berlin 1895).
Apolant war Mitglied im „Verein zur Unterstützung jüdischer Lehrer in Preußen“. Zu seinem Gedenken wurde 1903 die „Samuel und Eugen Apolant Stiftung“ zur Unterstützung jüdischer Lehrer gegründet.

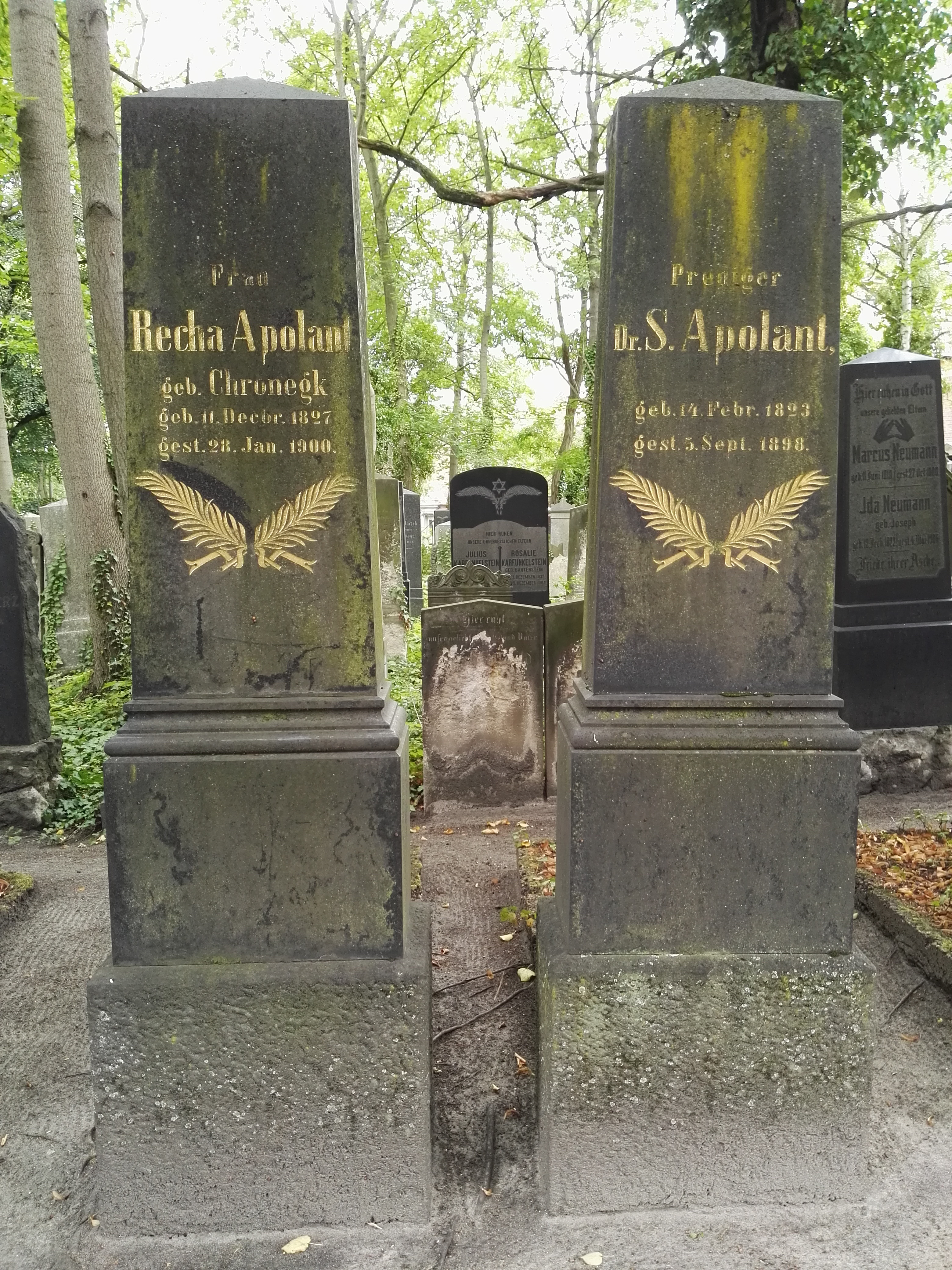
Grab von Samuel Apolant und seiner Ehefrau Recha

Apolant ist gemeinsam mit seiner Ehefrau auf dem Berliner Friedhof Weißensee in der Ehrenreihe (Grab 14 und 15 von rechts) beigesetzt.